# NGC 195

NGC 195

 إن جي سي 195 أو NGC 195 هي مجرة في كوكبة قيطس اكتشفت في 1877.

## روابط خارجية
- NGC 195 على موقع ويكي سكاي: DSS2, SDSS, GALEX, IRAS, Hydrogen α, X-Ray, Astrophoto, Sky Map, Articles and images